# Presidència de Bòsnia i Hercegovina
La presidència de Bòsnia i Hercegovina (en bosnià: Predsjedništvo Bosne i Hercegovine/Предсједништво Босне и Херцеговине) constitueix la prefectura d'estat col·legiada de Bòsnia i Hercegovina.
Segons l'article V de la Constitució, la presidència col·legiada consta de tres membres: un bosnià i un croat electes per la Federació de Bòsnia i Hercegovina, i un serbi electe per la Republika Srpska. En conjunt compleixen un mandat de quatre anys.
El membre amb major nombre de vots es converteix en el president, si no n'era el titular en el moment de l'elecció. Per garantir la igualtat, però, la presidència roda cada vuit mesos.

## República Socialista de Bòsnia i Hercegovina
La República Socialista de Bòsnia i Hercegovina fou l'estat socialista que formava part de la ja extinta República Federal Socialista de Iugoslàvia, predecessor de la moderna Bòsnia i Hercegovina.

### President delConsell Antifeixista d'Alliberament Popular de Bòsnia i Hercegovina
- Vojislav Kecmanović (25 de novembre de 1943 - 26 d'abril de 1945)

### Presidents del Presidium de l'Assemblea Popular
- Vojislav Kecmanović (26 d'abril de 1945 - novembre de 1946)
- Đuro Pucar (novembre de 1946 - setembre de 1948)
- Vlado Segrt (setembre de 1948 - març de 1953)

### Presidents de l'Assemblea Popular
- Đuro Pucar (desembre de 1953 - juny de 1963)
- Ratomir Dugonjić (juny de 1963 - 1967)
- Džemal Bijedić (1967 - 1971)
- Hamdija Pozderac (1971 - maig de 1974)

### Presidents de la Presidència
- Ratomir Dugonjić (maig de 1974 - abril de 1978)
- Raif Dizdarević (abril de 1978 - abril de 1982)
- Branko Mikulić (abril de 1982 - 26 d'abril de 1984)
- Milanko Renovica (26 d'abril de 1984 - 26 d'abril de 1985)
- Munir Mesihović (26 d'abril de 1985 - abril de 1987)
- Mato Andrić (abril de 1987 - abril de 1988)
- Nikola Filipović (abril de 1988 - abril de 1989)
- Obrad Piljak (abril de 1989 - 20 de desembre de 1990)

## Presidència de la República de Bòsnia i Hercegovina
La República de Bòsnia i Hercegovina és la predecessora directa de l'estat modern de Bòsnia i Hercegovina, que es va constituir el 1997 com una república federal. Encara que l'estat modern es formà gradualment, l'existència d'aquesta república va ocupar des de la declaració d'independència respecte a la República Federal Socialista de Iugoslàvia (1992) fins a la plena aplicació dels acords de Dayton el 1997.
Quan es va declarar la independència el 1992, la presidència estava formada per:
- dos membres bosníacs: Alija Izetbegović i Fikret Abdić
- dos membres serbobosnis: Biljana Plavšić i Nikola Koljević
- dos membres bosniocroats: Stjepan Kljujić i Franjo Boras
- un setè membre: Ejup Ganić

Durant la Guerra de Bòsnia, es van produir diferents canvis en la presidència:
- Ben aviat Plavšić, Koljević i Boras van ser substituïts per Nenad Kecmanović, Mirko Pejanović i Ivo Komšić, respectivament.
- Al cap de poc, Kecmanović també va abandonar la presidència, i Tatjana Ljujić-Mijatović li prengué el relleu.
- Passat un cert temps, Nijaz Duraković entrà en el lloc d'Abdić.

## Presidències de l'estat actual
Amb la consolidació de l'estat modern de Bòsnia i Hercegovina s'establí el sistema actual de la presidència.

### Presidència electa el 1996
Membres electes: 
- Alija Izetbegović pels bosnians
- Krešimir Zubak pels croats
- Momčilo Krajišnik pels serbis

### Presidència electa el 1998
Membres electes: 
- Alija Izetbegović pels bosnians, des del 5 d'octubre de 1996
- Ante Jelavić pels croats, des de setembre de 1998
- Živko Radišić pels serbis, des del 13 d'octubre de 1998.

### Presidència electa el 2002
Les eleccions es van dur a terme el 5 d'octubre de 2002. Membres electes: 
- Dragan Čović pels croats
- Mirko Šarović pels serbis
- Sulejman Tihić pels bosnians

### Presidència electa el 2006
Les eleccions es van dur a terme l'1 d'octubre de 2006. Membres electes: 
- Željko Komšić pels croats
- Nebojša Radmanović pels serbis
- Haris Silajdžić pels bosnians

### Presidència electa el 2010
Les eleccions es van dur a terme el 3 d'octubre de 2010. Membres electes: 
- Željko Komšić pels croats
- Nebojša Radmanović pels serbis
- Bakir Izetbegović pels bosnians